# Grève étudiante québécoise de 1968
Pour les articles homonymes, voir Grève étudiante québécoise et Grève étudiante.
La grève étudiante québécoise de 1968 est un mouvement de contestation ayant culminé durant l'automne 1968. Elle est parfois surnommée le « mai 68 québécois ». La principale revendication des étudiants était la création d'une deuxième université francophone à Montréal.

## Contexte
Dans les années 1960, l'application des mesures proposées par le Rapport Parent font exploser le nombre d'étudiants au Québec. En septembre 1967, les premiers collèges d'enseignement général et professionnel ouvrent leurs portes dans la foulée de cette réforme. Ces collèges permettent l'accès à l'éducation post-secondaire pour tous, en remplacement des collèges classiques et des instituts techniques élitistes. Il n'existe alors que cinq universités au Québec. De plus, deux d'entre elles offrent l'enseignement uniquement en anglais. L'afflux d'étudiants francophones crée un déséquilibre. Le 4 septembre 1968, faute de place, la Conférence des recteurs et des principaux des universités du Québec annonce qu'elle doit refuser 4000 étudiants. Ce même jour, l'Union générale des étudiants du Québec coupe la communication avec le gouvernement du Québec. Le mouvement de grève s'amorce le 8 octobre 1968. Les étudiants demandent la création d'une nouvelle université publique, la révision du programme de prêts et bourses et des ajustements dans l'enseignement et dans l'administration des cégeps.
La grève a vu naître de nombreux futurs politiciens dont Gilles Duceppe, Louise Harel, Claude Charron et Jean Doré. Bernard Landry sera un conseiller du ministre de l'Éducation Jean-Guy Cardinal durant le conflit.

## Chronologie
- septembre 1967 : Ouverture des 12 premiers cégeps à la suite du Rapport Parent, sous le 2e des ministres de l'Éducation, Jean-Jacques Bertrand.
- octobre 1967 : remaniement ministériel nommant Jean-Guy Cardinal ministre de l'Éducation.
- 4 septembre 1968 : L'UGEQ annonce son retrait des comités de concertation avec le gouvernement du Québec.
- 2 octobre 1968 : Assermentation du Gouvernement Jean-Jacques Bertrand à la suite du décès du premier ministre, Daniel Johnson (père), la semaine précédente.
- 8 octobre 1968 : Les étudiants du Cégep Lionel-Groulx votent la grève illimitée et l'occupation du collège.
- 12 octobre 1968 : 10 cégeps sont en grève.
- 15 octobre 1968 : 15 cégeps sont en grève.
- 21 octobre 1968 : Manifestations à Montréal (10 000 personnes), Québec et Chicoutimi.
- Novembre 1968 : Plusieurs collèges décident de fermer momentanément leurs portes.
- 9 décembre 1968 : Fin de la grève.
- 18 décembre 1968 : Création de l'Université du Québec.
- 28 mars 1969 : « McGill français », 10 000 personnes manifestent pour la francisation de l'Université McGill.